# 大伙房水库
大伙房水库，亦稱章黨水庫、淨月湖，2016年12月26日正式冠名为“神州北湖”。位于中国辽宁省抚顺市市区东侧，现为沈阳、抚顺两大城市饮用水的重要水源地。以大伙房水库为主体已建设萨尔浒风景区。由于地跨抚顺、沈阳两市，辽宁省大伙房水库管理局为省水利厅管辖。1999年，大伙房水库被中央文明委命名为全国精神文明建设工作先进单位，从此进入了国家级文明单位行列。2008年，被命名为全国文明单位，2011年顺利通过复审，保持了全国文明单位称号。
大伙房水库是新中国成立后“一五计划”全国第一座自行设计，自行施工的大型水利枢纽，是中国最早采用机械化施工的水利工程。建设者组成了水利工程机械化联合作业体，工程施工中由机械完成的方量所占比重达到72%。土坝粘土心墙施工采取了人工翻晒与机械夯实土料的科学严谨的施工工艺。为抢工期，保质量，两个冬季搭建暖棚施工。从1954年4月11日开建，1957年拦洪，1958年8月经过1600多个日夜完工。1958年9月5日竣工。
大伙房水库流域面积占浑河流域面积的47.4%，水库距下游抚顺市中心约18km,距沈阳市中心约68km，对于浑河中下游防洪起到决定性作用。防洪库容11.87亿立方米。大伙房水库的主溢洪道有5个闸门孔，每个闸门高8.7米，宽10.4米，最大泄流量5120立方米/秒，非常溢洪道共有7个闸门，每个闸门高12米，宽12米，最大泄流量9280立方米/秒。大伙房水库汛限水位126.40米。
1995年7月，浑河流域发生特大洪水，水库超设计标准运行，发挥了重要的调蓄作用，及时为下游错峰26小时，削减入库洪峰50%，为下游减免经济损失74.89亿元。1995年7月28日至30日，以大伙房水库坝址附近为暴雨中心降下特大暴雨，暴雨中心佟庄子站3天雨量532.6mm。经大伙房水库调蓄后最大下泄流量5490立方米/秒，抚顺站最大洪峰流量6050立方米/秒，沈阳市境内的浑河左岸堤防出现重大滑坡险情、右岸堤防多处溃决，苏家屯区、东陵区直接经济损失55亿元，淹没1356平方千米，受灾人口433万。为浑河有历史记录以来最大洪水，经水文计算为250年重现洪水。洪水过后，辽宁省人民政府于1996年2月29日第122次省长办公会决定，“九五”期间，对浑河、大辽河进行整治。浑河整治资金预计4.82亿元。
2010年8月，辽宁、吉林两省普降大雨发生严重汛情。2010年7月29日，根据辽宁省防总调度命令，大伙房水库主溢洪道和非常溢洪道的12道闸门全部打开，24小时不间断泄洪，以腾出防洪库容。大伙房水库流域连续遭遇到8次洪水，其中洪峰流量超过1000立方米每秒的洪水6次，来水量46.4亿立方米。非常溢洪道下游堤防右岸混凝土护坡出现险情，经过连续五天五夜抢修脱险。
2013年8月16日，浑河上游降下大暴雨，大伙房水库流域累计平均降雨量179 毫米，流域最大点雨量为浑河干流北口前站449 毫米，达到特大暴雨量级。其上游支流苏子河发生超历史实测纪录洪水。截至8月17日8时大伙房水库水位128.88米，日水位最大涨幅达4.75米。大伙房水库超警戒水位2.69米。8月17日4—5时入库流量达8440立方米每秒，日最大入库水量3.58亿立方米。洪水洪峰排在历史洪峰第二位，超过50年一遇标准。辽宁省防总调度浑河大伙房水库控制泄洪流量为22立方米每秒，削峰率达99.7%，充分发挥水库拦洪削峰作用，确保了浑河下游抚顺至沈阳河段水位均未超过警戒水位，保障了浑河下游防洪安全。在浑河的抚顺城市段高峰期过后逐渐加大泄流量，大伙房水库采取错峰蓄洪泄流方式，把浑河抚顺城市段流量控制为1510立方米每秒，总体运行平稳。